# Nigeryjski szwindel

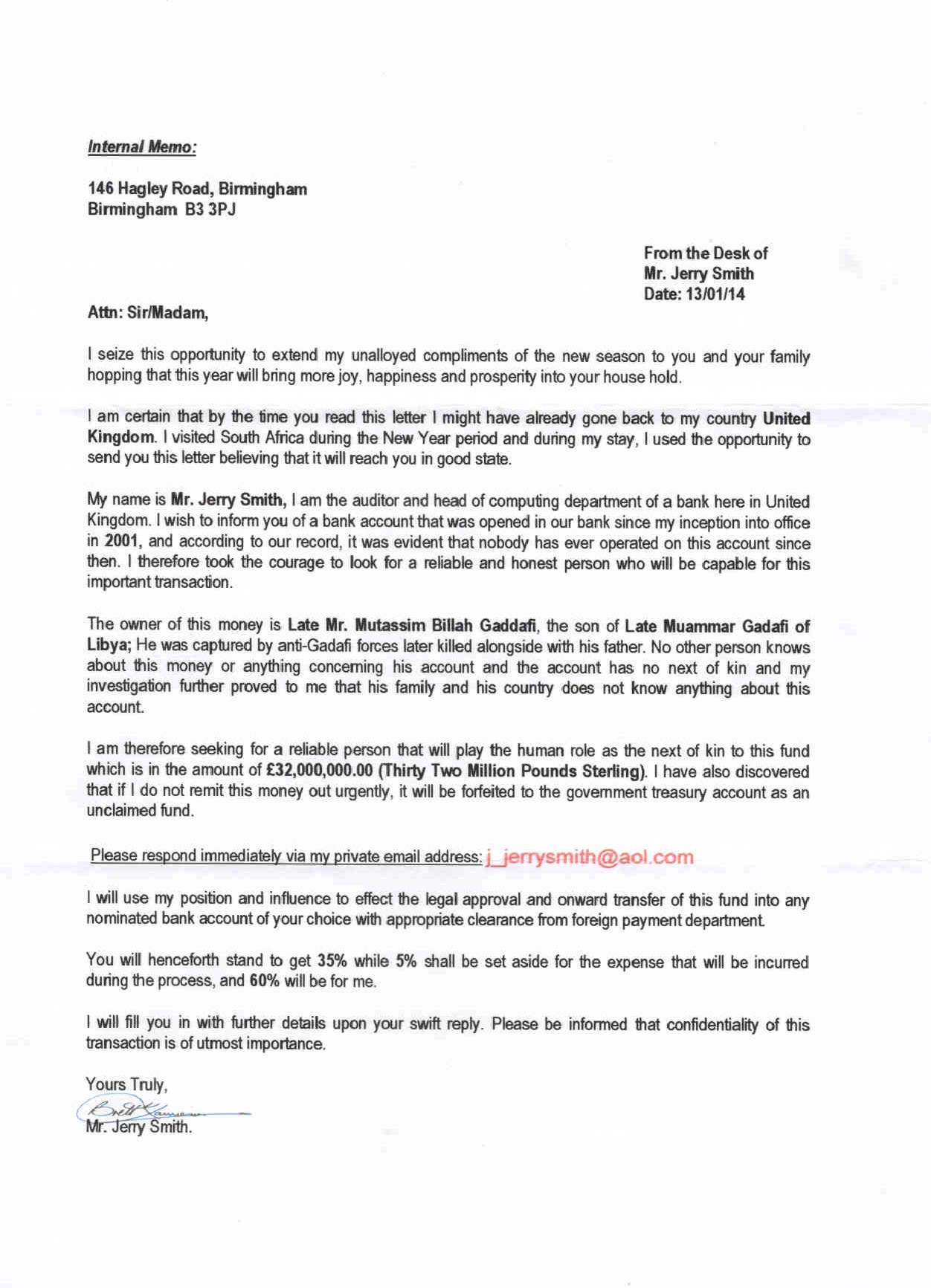
Przykładowy list oszusta (w języku angielskim)

Nigeryjski szwindel (afrykański szwindel, ang. Nigerian scam, 419 scam – od numeru artykułu w kodeksie karnym Nigerii, dotyczącego tego przestępstwa) – rodzaj spamu-oszustwa i machinacji polegający na wciągnięciu ofiary w fikcyjny transfer wielkiej kwoty pieniędzy (rzędu kilku milionów USD) najczęściej z któregoś z krajów afrykańskich (początkowo głównie do Nigerii).

## Historia
Pierwsze tego typu wiadomości w formie listu pojawiły się na przełomie lat 70. i 80.. Według witryny snopes.com, około 1997 r. za pomocą tego mechanizmu wyłudzono od obywateli USA łącznie ok. 100 milionów dolarów w ciągu piętnastu miesięcy.

## Mechanizm oszustwa
Oszust proponuje ofierze podział pieniędzy, po dokonaniu przelewu na jej konto, ze źródła o wątpliwej legalności. Operacja ta często rzekomo wymaga dodatkowych działań w rodzaju założenia fikcyjnej działalności gospodarczej, przekupywania urzędników państwowych itp. Ofiara zwabiona chęcią zysku i nieznająca struktury urzędniczej państwa, z którego rzekomo mają zostać przelane pieniądze, godzi się na zainwestowanie własnych funduszy w celu przeprowadzenia „operacji”. Opłaty ponoszone przez ofiarę są w rzeczywistości przechwytywane przez oszusta, który następnie znika, nie dokonując ostatecznie żadnej wpłaty na rzecz ofiary. Przesyłane wiadomości są pisane zazwyczaj w języku angielskim. W większości przypadków wiadomość zawiera liczne błędy gramatyczne i ortograficzne. Niekiedy się zdarza, że list jest przesyłany w innym języku, całą wiadomość zaś przetłumaczono w translatorze.

## Przykładowe scenariusze wyłudzenia
Osoby: A – oszust, B – ofiara
- A jest spadkobiercą wielkiej kwoty po swoim krewnym, lecz w celu otrzymania pieniędzy musi opłacić prowizję dla firmy ubezpieczeniowej; B w zamian za udział w spadku ma dokonać tej wpłaty[4].
- A był członkiem skorumpowanych władz lub osobą związaną z władzami któregoś z krajów afrykańskich i musiał opuścić kraj w następstwie zamachu stanu bądź innej formy zmiany władzy. W kraju pozostawił pokaźną sumę wcześniej zdefraudowanych pieniędzy. Do wyprowadzenia tych pieniędzy za granicę potrzebna jest pomoc B, w zamian za udział w zyskach.
- A jest pracownikiem korporacji w Nigerii, gdzie planuje zdefraudować firmowe pieniądze, podpisując umowę z firmą ofiary (B), założoną tylko na tę okoliczność. B podaje swoje dane osobowe potrzebne do założenia (podwójnie) fikcyjnej działalności, po czym otrzymuje sfałszowane dokumenty z „nigeryjskiego” ministerstwa zobowiązujące do dokonania rzekomych opłat administracyjnych.
- A pisze w e-mailu, że ma chore dziecko w szpitalu, które wymaga natychmiastowej pomocy lekarskiej i jeśli nie wpłaci stosownej kwoty na konto szpitala, to dziecko umrze. A prosi B  o przysługę w postaci drobnej pomocy i pilną wpłatę kwoty od 2 do 10 tys. $ na opłacenie rachunków za leczenie szpitalne dziecka, A Obiecuje B, że podzieli się z nim ogromną sumą ze swego konta. Oszust proponuje potencjalnej ofierze od 50% do nawet 80%, kapitału z konta, które tak naprawdę nie istnieje. A twierdzi, że pieniądze, które niby zgromadził na koncie, wobec śmiertelnej choroby jego dziecka, w tej chwili nie mają dla niego większego znaczenia. Na dowód przedstawia zeskanowane, wiarygodnie wyglądające, ale niestety sfałszowane i podrobione dokumenty bankowe. Po zainkasowaniu pieniędzy A znika bez śladu.

### „Wash-wash”
Specyficznym rodzajem oszustwa jest metoda „wash-wash”. W niej przestępca, podający się najczęściej za pracownika prywatnej firmy, która posiada dużą ilość banknotów pokrytych substancją chemiczną, kontaktuje się z ofiarą. Następnie oszust nawiązuje bezpośredni kontakt z ofiarą. Potencjalna ofiara dowiaduje się, że jakiś czas temu firma otrzymała zlecenie wykonania pewnych czynności z oznaczonymi banknotami (np. oczyszczenia lub renowacji banknotów lub przygotowania specjalistycznego opakowania banknotów), jednak przed odebraniem towaru ze zleceniodawcą urwał się kontakt. Oszust w sytuacji wielomiesięcznej niemożności ustalenia właściciela pieniędzy, obserwuje i nawiązuje kontakt z przypadkowo napotkaną ofiarą. Miejscami spotkań są np. hotele, ośrodki hazardu i ośrodki wczasowe. Gdy dochodzi do spotkania, oszust prezentuje zabarwione banknoty (będące zazwyczaj wydrukowanymi banknotami lub wręcz czarnymi kartkami, odpowiadające wymiarami banknoty dolarowe lub euro). Oszust informuje, że znajduje się w trudnej sytuacji finansowej i odsprzeda walizkę z farbowanymi pieniędzmi za kwotę niższą niż wynosi nominalna wartość gotówki. Jedynym warunkiem jest kupno przez ofiarę specjalnego środka chemicznego do odbarwiania banknotów. Następnie oszust proponuje nowe spotkanie, do którego nigdy nie dochodzi.

## Walka z oszustwem
W 1999 r. utworzono w Nigerii agendę amerykańskiego Secret Service odpowiedzialną za walkę z oszustami. Pomimo powstania agendy rząd Nigerii nie podjął się od razu zwalczania tego procederu.

## Nigeryjski przekręt w kulturze
- W 97. odcinku serialu Miodowe lata główny bohater serialu, Karol Krawczyk, dostaje list z Nigerii. Z listu wynikało, że może łatwo zarobić dużą sumę pieniędzy, pomagając wytransferować milion dolarów za granicę[5]. Oszustem okazał się sąsiad Kurski, który oddał pieniądze żonie Krawczyka, gdy dowiedział się, kto dał się oszukać.
- W 12. odcinku 14. serii amerykańskiego serialu animowanego Family Guy, Carter Pewterschmidt za namową swojego zięcia, Petera, zleca przelew do Nigerii w odpowiedzi na prośbę przesłaną e-mailem, padając w ten sposób ofiarą oszustwa typu „nigeryjski szwindel”. Następnie wspólnie udają się do Afryki, aby odzyskać pieniądze[6].
- W 2005 r. przestępcy otrzymali Nagrodę Ig Nobla w dziedzinie literatury[7].
- Komik James Veitch zdobył popularność dzięki humorystycznym odpowiedziom na tego typu wiadomości, a potem publikacje i komentowanie ich w trakcie swoich występów[8][brak potwierdzenia w źródle].